# Kristian Dahlgård Larsen
Kristian Dahlgård Larsen (født 5. januar 1958) er en dansk maler og billedhugger.
Deltog i 1982 på den skelsættende generationsudstilling Kniven på hovedet på Tranegården i Gentofte.